# Georg Strasser
Georg Strasser (* 29. Juni 1971 in Amstetten, Niederösterreich) ist ein österreichischer Politiker (ÖVP). Seit Oktober 2013 ist er Abgeordneter zum österreichischen Nationalrat und seit August 2017 Bauernbund-Präsident. Außerdem ist er Landwirtschaftssprecher und Klubobmann-Stellvertreter der ÖVP.

## Leben
Georg Strasser besuchte in Nöchling die Volksschule, in Waldhausen die Hauptschule und von 1985 bis 1990 das Francisco Josephinum in Wieselburg. Nach der Matura 1990 studierte er an der Universität für Bodenkultur in Wien Lebensmittel- und Biotechnologie. Das Studium schloss er 1998 als Diplomingenieur ab.
Georg Strasser ist verheiratet und lebt in Nöchling. Seit 2010 führt er gemeinsam mit seiner Frau einen landwirtschaftlichen Betrieb.

## Politische Laufbahn
Nach Absolvieren des Zivildienstes, von 1998 bis 1999, begann er in Nöchling am elterlichen Betrieb als Landwirt zu arbeiten. Von 2005 bis 2008 leitete er als Geschäftsführer das Institut für Nachhaltigkeit in Yspertal.
Sein erstes politisches Mandat bekleidete Strasser ab 2006, als er zum Vizebürgermeister von Nöchling gewählt wurde. 2007 wurde er Parteivorsitzender der ÖVP in Nöchling und im März 2009 folgte seine Wahl zum Bürgermeister. Von 2009 bis 2017 war Georg Strasser Bürgermeister von Nöchling. Seit 2021 ist er Bezirksparteiobmann der ÖVP Melk.
Nach der Nationalratswahl 2013 wurde Strasser als Nationalratsabgeordneter angelobt. Bei den Nationalratswahlen 2017 und 2019 gelang ihm als Kandidat des Wahlkreises Mostviertel in Niederösterreich erneut der Einzug in den österreichischen Nationalrat. Seit 10. Januar 2020 ist er Obmann des Ausschusses für Forst- und Landwirtschaft.
Am 12. Juli 2017 wurde er vom Bauernbund-Präsidium einstimmig als Nachfolger von Jakob Auer als Bauernbund-Präsident designiert und am 26. August 2017 beim Bundesbauernrat in Yspertal gewählt. Am 26. Juni 2021 wurde er im Amt bestätigt.